# Sermowaius neoguinensis
Genre
Espèce
Synonymes
- Nothippus neoguinensis Roewer, 1913

Sermowaius neoguinensis, unique représentant du genre Sermowaius, est une espèce d'opilions laniatores de la famille des Assamiidae.

## Distribution
Cette espèce est endémique de Nouvelle-Guinée occidentale en Indonésie. Elle se rencontre vers la Sermowai.

## Description
L'holotype mesure 4,5 mm.

## Systématique et taxinomie
Cette espèce a été décrite sous le protonyme Nothippus neoguinensis par Roewer en 1913. Elle est placée dans le genre Sermowaius par Roewer en 1923.

## Étymologie
Son nom d'espèce, composé de   et du suffixe latin -ensis, « qui vit dans, qui habite », lui a été donné en référence au lieu de sa découverte, la Nouvelle-Guinée.

## Publications originales
- Roewer, 1913 : « Opiliones aus N. -Neu-Guinea, gesammelt von P.N. van Kampen und K. Gjellerup in den Jahren 1910 und 1911. » Tijdschrift voor entomologie, vol. 56, p. 156–164 (texte intégral).
- Roewer, 1923 : Die Weberknechte der Erde. Systematische Bearbeitung der bisher bekannten Opiliones. Gustav Fischer, Jena, p. 1-1116 (texte intégral).